# Caudipteridae
Famille
Genres de rang inférieur
- † Caudipteryx
- † Similicaudipteryx

Synonymes
- † Caudipterygidae Osmólska, Currie & Barsbold, 2004

Les Caudipteridae (souvent mal orthographié « Caudipterygidae ») forment une famille éteinte de dinosaures oviraptorosauriens ayant vécu au Crétacé inférieur dans la province du Liaoning en Chine.
Le premier genre à être inséré dans la famille est Caudipteryx zoui qui a été nommé en 1998 par Ji Qiang et al.. Il a été découvert dans la formation géologique de Jiufotang. Cette formation est datée du Crétacé inférieur (Aptien inférieur), il y a environ 120 Ma (millions d'années).

## Classification
La famille des Caudipteridae a été érigée à la suite de la description de la seconde espèce identifiée de Caudipteryx : C. dongi en 2000. Auparavant, elle se limitait au genre Caudipteryx. 
Cependant, en 2008, le genre Similicaudipteryx a également été classé parmi les Caudipteridae.